# Gonzalo Fernández de Córdoba

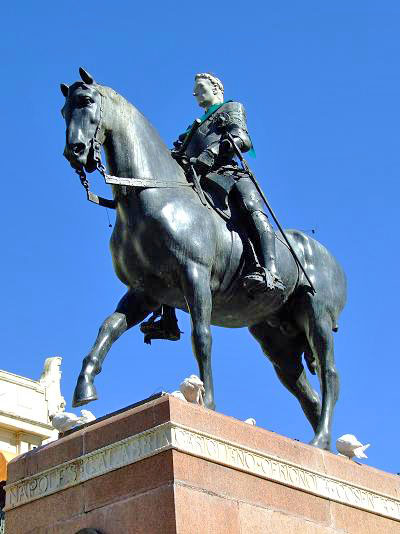
Standbeeld van Gonzalo Fernández de Córdoba in Córdoba

Gonzalo Fernández de Córdoba (Montilla, 1 september 1453 - Córdoba, 2 december 1515) was hertog van Terranova, Santangelo, Andria, Montalto en Sessa en was een belangrijk Spaans generaal tijdens de val van Granada en de Italiaanse Oorlogen.

## Biografie
Gonzalo Fernández de Córdoba werd geboren als zoon van Pedro Férnandez de Córdoba, graaf van Aguilar. Hij en zijn oudere broer, Alonso, werden al op jonge leeftijd wees. Gonzalo ging eerst in dienst bij Alfons van Trastámara en Avís, de halfbroer van de koning. Na diens dood schaarde hij zich aan de kant van Isabella I van Castilië, die na een burgeroorlog in 1474 koningin werd van Castilië.
Gedurende de tien jaar durende Verovering van Granada onder het katholieke koningspaar maakte Gonzalo de Córdoba naam als legeraanvoerder. Na de capitulatie in 1492 werd hij voor zijn inzet beloond met enkele titels door Isabella.

### Italië

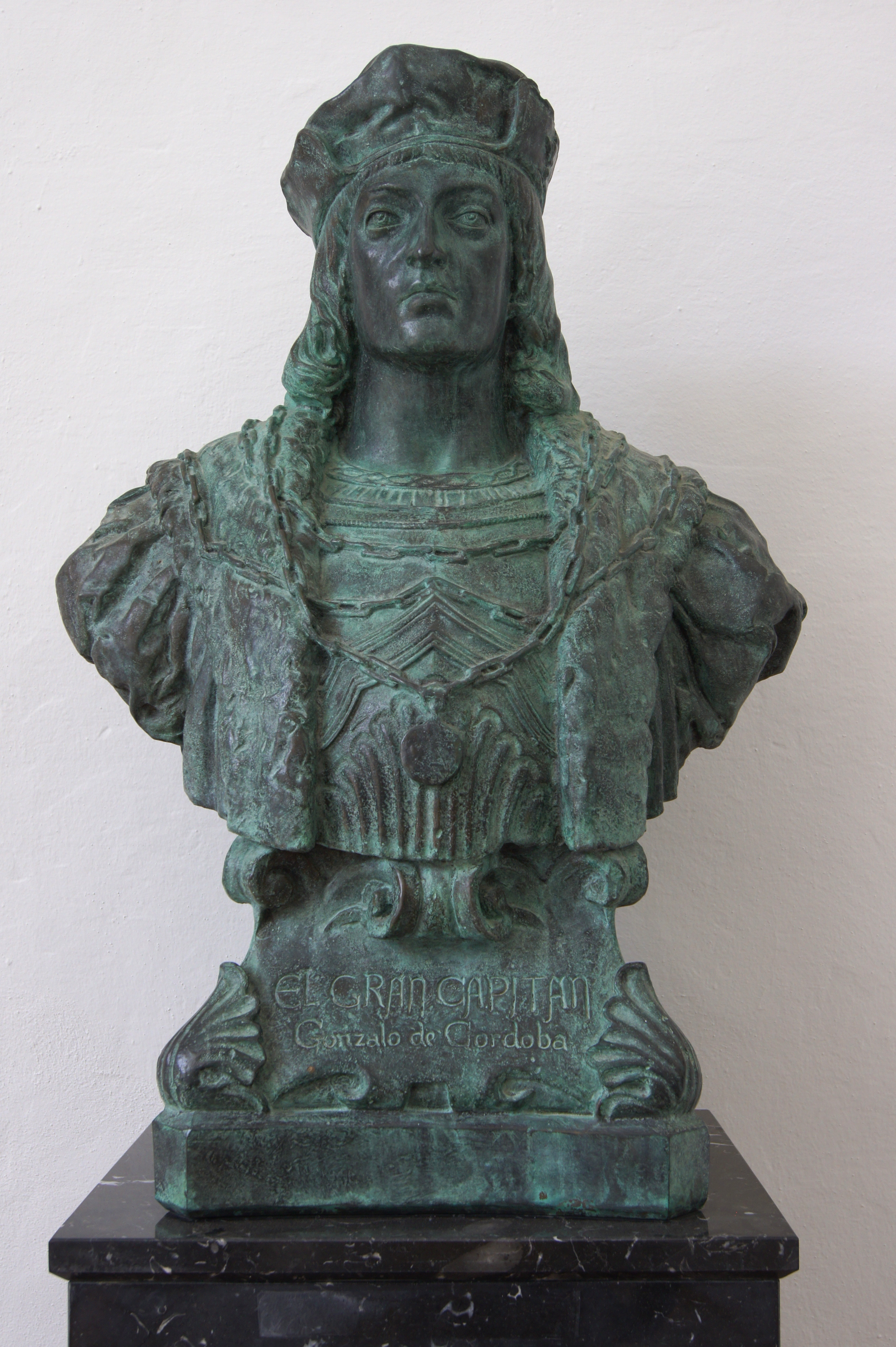
El Gran Capitan

Toen het katholieke koningspaar besloot om gehoor te geven aan de Aragonese hulproep uit het koninkrijk Napels, werd Gonzalo de Córdoba benoemd tot aanvoerder van het leger dat tegenstand zou gaan bieden tegen Karel VIII van Frankrijk. In 1495 werd hij er met 5.000 man op uitgestuurd om Ferdinand I van Napels bij te staan, de broer van Ferdinand II van Aragon.
Zijn eerste slag in de Italiaanse Oorlog verloor hij van de Fransen bij Seminara in 1495. Het jaar daarna wist hij de Fransen terug te drijven naar Calabrië. In 1498 keerde hij kort in Spanje terug om een Moorse opstand neer te slaan. In de daaropvolgende Italiaanse Oorlog werd hij benoemd tot aanvoerder van de Spaanse Alliantie en oogstte hij voor zijn manier van oorlog voeren veel lof. Toen koning Federik I van Napels eenmaal was afgezet, voerden Spanje en Frankrijk een guerrillaoorlog tegen elkaar om het bezit van het koninkrijk. Uiteindelijk versloeg Gonzalo de Córdoba de Fransen en werd bij het Verdrag van Lyon de vrede getekend tussen beide partijen.

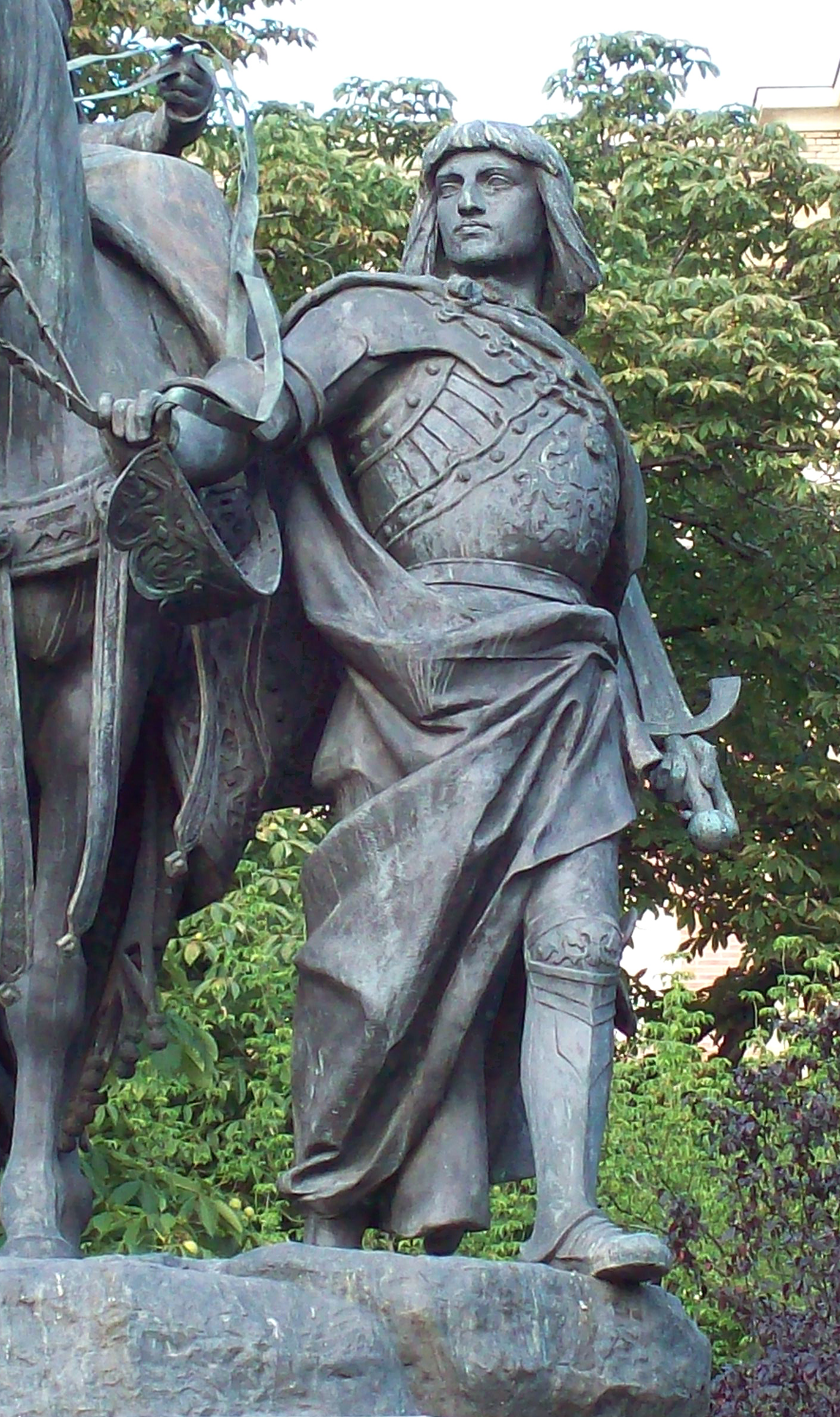
Standbeeld van Gonzalo Fernández de Córdoba in Madrid

In 1504 werd Gonzalo de Córdoba benoemd tot onderkoning van Napels namens Ferdinand II. Na drie jaar werd hij teruggeroepen naar Spanje. Ferdinand gaf hem bij terugkomst nieuwe titels, maar aanstellingen als legeraanvoerder kreeg hij niet. In 1515 stierf hij in Córdoba en werd begraven in Granada.

## Nalatenschap
Gonzalo Fernández de Córdoba wordt gezien als een van de grondleggers van het moderne oorlogvoeren; zo was hij bijvoorbeeld de uitvinder van de loopgraven. De generaals van keizer Karel V en Filips II van Spanje genoten hun opleiding bij hem. Tevens werd hij enorm bewonderd door de conquistadores in de Nieuwe Wereld.